# Sparse Voxel Octree

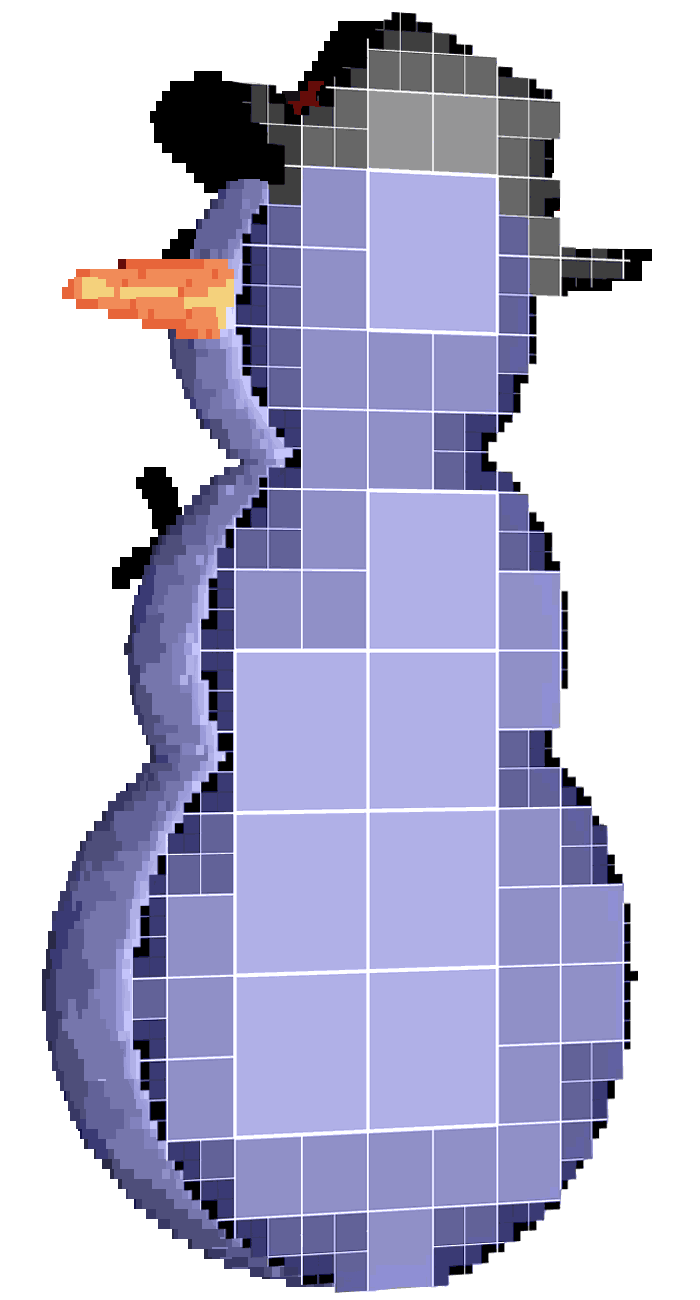
雪だるまのボクセルモデルをSVOで表したときの模式図。

Sparse Voxel Octree (SVO) はボクセルの8分木表現である。8分木のセル内でその内容が均一のとき（たとえば空のとき）子ノードをつくらないことでボクセルデータを圧縮できる。レイトレーシングによる3DCGのレンダリングを効率化するために使われる。